# Joinvillea

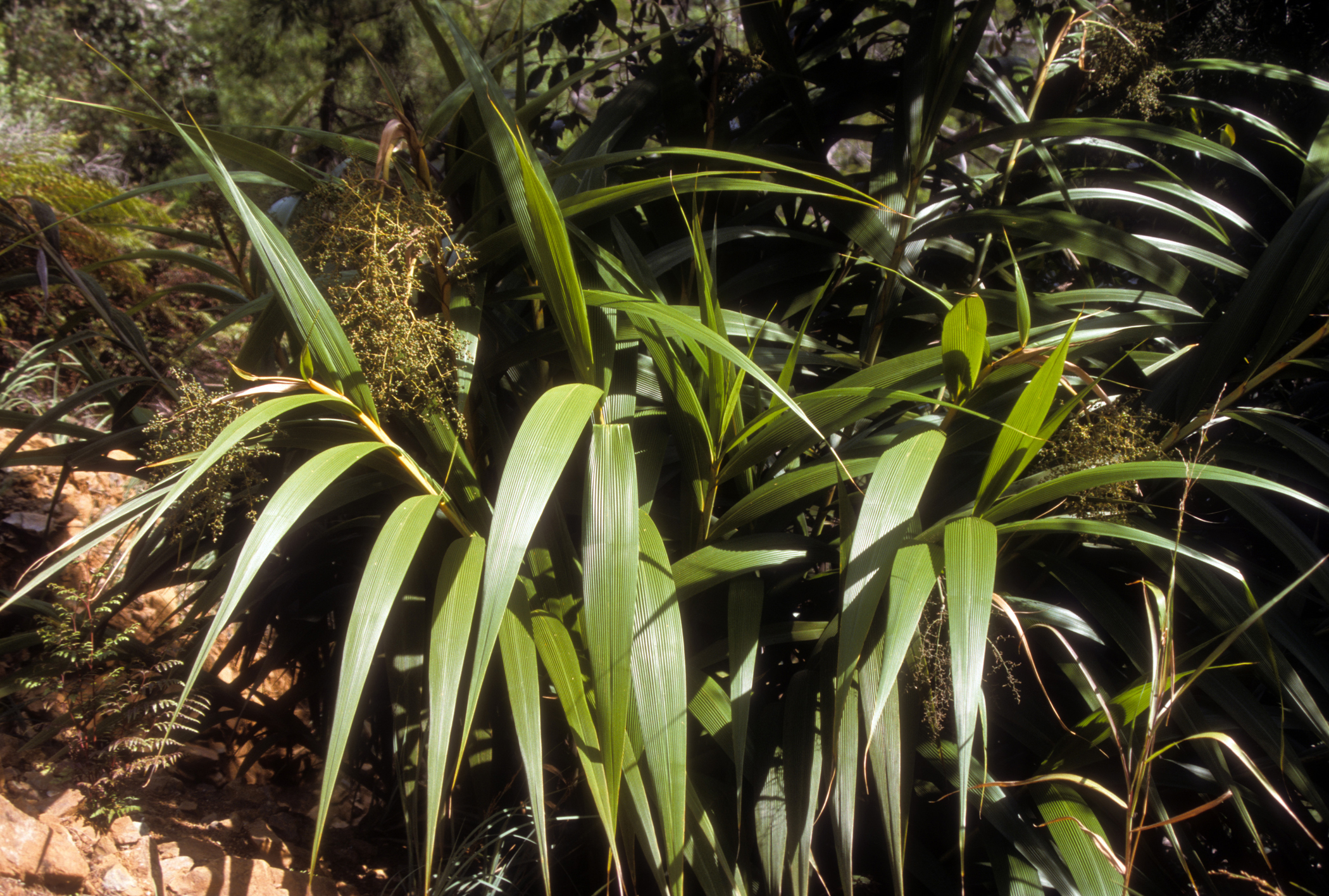
Joinvillea ascendens

Die Joinvillea sind die einzige Pflanzengattung der Familie der Joinvilleaceae in der Ordnung der Süßgrasartigen (Poales) innerhalb der Einkeimblättrigen Pflanzen. Die kleine Familie enthält nur zwei bis vier Arten. Die Joinvillea-Arten haben ihre Areale in den Tropen von der Malaiischen Halbinsel bis zu den Pazifischen Inseln.

## Beschreibung

### Habitus und Laubblätter
Die Joinvillea-Arten sind sehr große, grasähnliche, ausdauernde, krautige Pflanzen; sie gehören zu den drei größten krautigen Pflanzen in diesem Gebiet mit Wuchshöhen von 3 bis zu 5 Metern. Die Stängel sind nicht verzweigt. Sie besitzen sympodiale Rhizome.
Die wechselständigen, zweizeilig am Stängel angeordneten Laubblätter sind einfach, ungestielt, netz- bis parallelnervig und haben einen gesägten Blattrand. Es sind röhrige Blattscheiden vorhanden, die den Stängel nicht vollkommen umschließen, und es sind Ligulae vorhanden. Die Stomata sind paracytisch.

### Blütenstände und Blüten
In endständigen, verzweigten, rispigen Blütenständen sind viele Blüten zusammengefasst.
Die kleinen, zwittrigen Blüten sind dreizählig. Es sind sechs freie Blütenhüllblätter vorhanden; sie sind grün oder cremefarben (bräunlich). Es sind zwei Kreise mit je drei freien, fertilen Staubblättern vorhanden. Die dreizelligen Pollenkörner sind aperturat. Drei Fruchtblätter sind zu einem oberständigen Fruchtknoten verwachsen, mit drei Griffeln, die teilweise verwachsen sein können, und drei Narben. Die Bestäubung erfolgt durch den Wind (Anemophilie).

### Früchte und Samen
Es werden Steinfrüchte gebildet, die einen Steinkern enthalten (aber ein bis drei Samen?). Die Samen enthalten ein mehliges Endosperm mit Stärke.

### Inhaltsstoffe und Chromosomenzahlen
Es wird Kieselsäure in Form von Kieselsäurekörpern eingelagert.  Stärke wird in den Samen im Endosperm eingelagert. Die Chromosomenzahl beträgt n = 18.

## Systematik und Verbreitung
Die Joinvillea-Arten haben ihre Areale in den Tropen von der Malaiischen Halbinsel bis zu den Pazifischen Inseln.
Früher war die Gattung Joinvillea in der Familie der Flagellariaceae Dum. als dritte Gattung enthalten. Am nächsten verwandt ist die Familie der Ecdeiocoleaceae.
Die Erstbeschreibung der Gattung Joinvillea erfolgte 1861 durch Charles Gaudichaud-Beaupré in Adolphe Brongniart & Jean Antoine Arthur Gris: Bulletin de la Société Botanique de France, 8, S. 268. Die Familie Joinvilleaceae wurde 1970 von Philip Barry Tomlinson und Albert Charles Smith in Joinvilleaceae, a New Family of Monocotyledons. In: Taxon, Volume 19, No. 6, S. 887–889 aufgestellt. Der Gattungsname ehrt den französischen Kapitän François d’Orléans (François Ferdinand Philippe Louis Marie d’Orléans), Prince de Joinville (1818–1900).
Joinvillea Gaudich. ex Brongn. & Gris ist die einzige Gattung der Familie der Joinvilleaceae. Sie enthält zwei bis vier Arten:
- Joinvillea ascendens Gaudich. ex Brongn. & Gris (Syn.: Joinvillea gaudichaudiana Brongn. & Gris): Sie kommt auf den Hawaiianischen Inseln vor.
- Joinvillea borneensis Becc. (Syn.: Joinvillea ascendens subsp. borneensis (Becc.) Newell, Joinvillea malayana Ridl.): Die Heimat reicht vom westlichen Indonesischen Archipel bis zu den Karolinen.
- Joinvillea bryanii Christoph. (Syn.: Joinvillea elegans subsp. bryanii (Christoph.)H.St.John): Diese Art kommt nur auf Samoa vor.
- Joinvillea plicata (Hook. f.) Newell & Stone (Syn.: Flagellaria plicata Hook. f., Joinvillea elegans Gaudich. ex Brongn. & Gris): Sie ist von den Salomonen bis zu Inseln des südwestlichen Pazifik verbreitet.